# Mimoseae
Mimoseae je tribus náležející do podčeledi Caesalpinioideae čeledi bobovitých. Zahrnuje 40 rodů a je rozšířen v tropech a subtropech celého světa. Zástupci tohoto tribu jsou dřeviny a menší míře i byliny s dvakrát zpeřenými listy a drobnými květy v hustých hlávkovitých, klasovitých nebo hroznovitých květenstvích. Na rozdíl od tribu Ingeae nepřesahuje počet tyčinek v květu 10. Plody jsou různorodé, většinou zploštělé, mohou být pukavé, nepukavé nebo poltivé. V molekulárních studiích se tato skupina ukazuje jako parafyletická.

## Popis
Tribus Mimoseae zahrnuje povětšině dřeviny, řidčeji byliny (citlivka, neptunie). Listy bývají dvakrát zpeřené. Květy jsou oboupohlavné nebo oboupohlavné a samčí (polygamní), početné, uspořádané v hlávkách, klasech nebo hroznech, které mohou být dále uspořádány ve složených květenstvích různých typů. Kalich je složen z 5 lístků, které jsou v poupěti většinou chlopňovité (dotýkají se, ale nepřekrývají) nebo řidčeji střechovitě se překrývající. Koruna je složena z 5 volných nebo srostlých lístků, v poupěti chlopňovitých. Tyčinek je obvykle 5 až 10, jsou volné nebo na bázi srostlé a vyčnívají z květů. U některých zástupců jsou tyčinky ve sterilních květech zvětšené a petaloidní (nahrazují korunu). Prašníky jsou nebo nejsou zakončeny žlázkou. Semeník je přisedlý nebo stopkatý a obsahuje 2 až mnoho vajíček. Plody jsou obvykle zploštělé, různých tvarů, nepukavé nebo pukající jedním či oběma švy. U některých rodů (citlivka, entada) je plod rozpadavý na jednosemenné plůdky vypadávající z vytrvalého rámečku. Semena jsou zploštělá, bez míšku, někdy křídlatá.

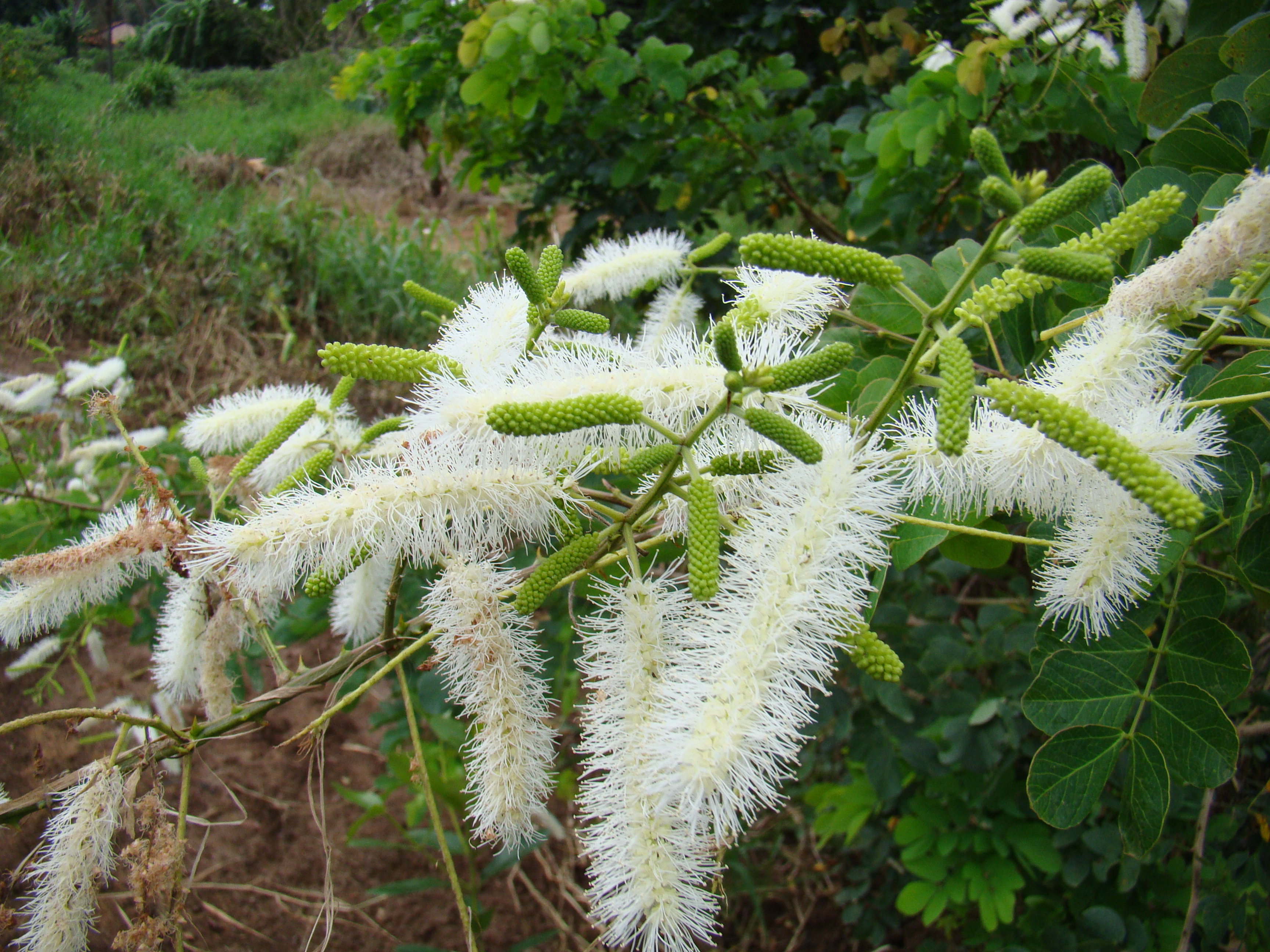
Klasovitá květenství citlivky Mimosa caesalpiniiflora
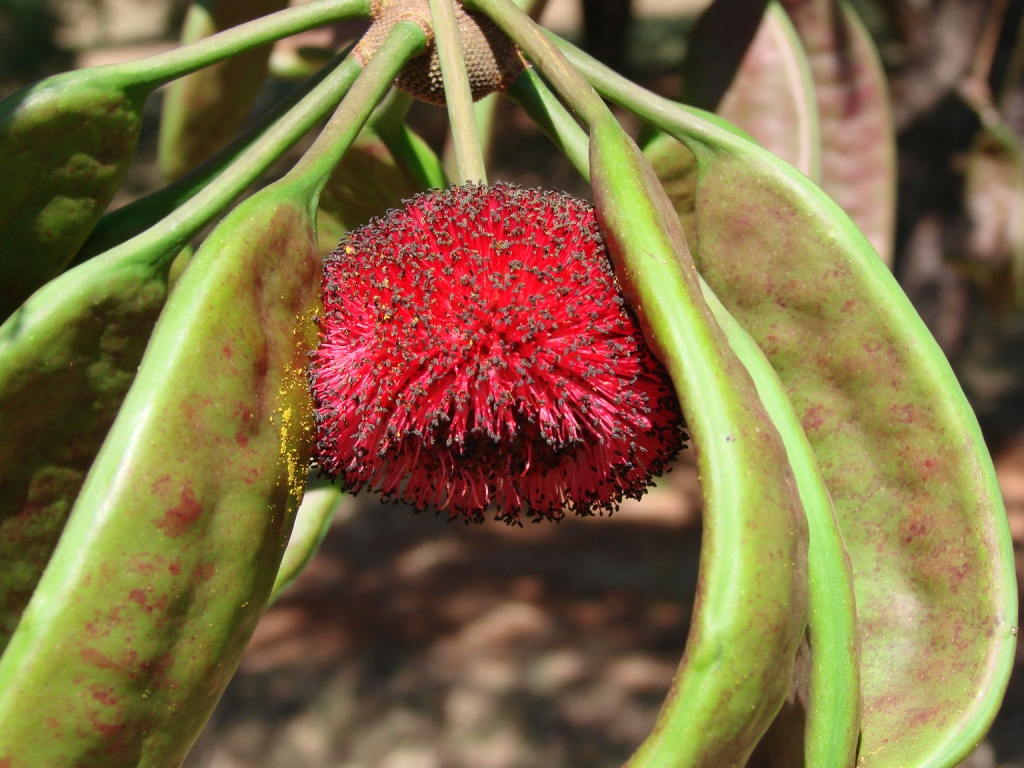
Hlávkovité květenství Parkia platycephala
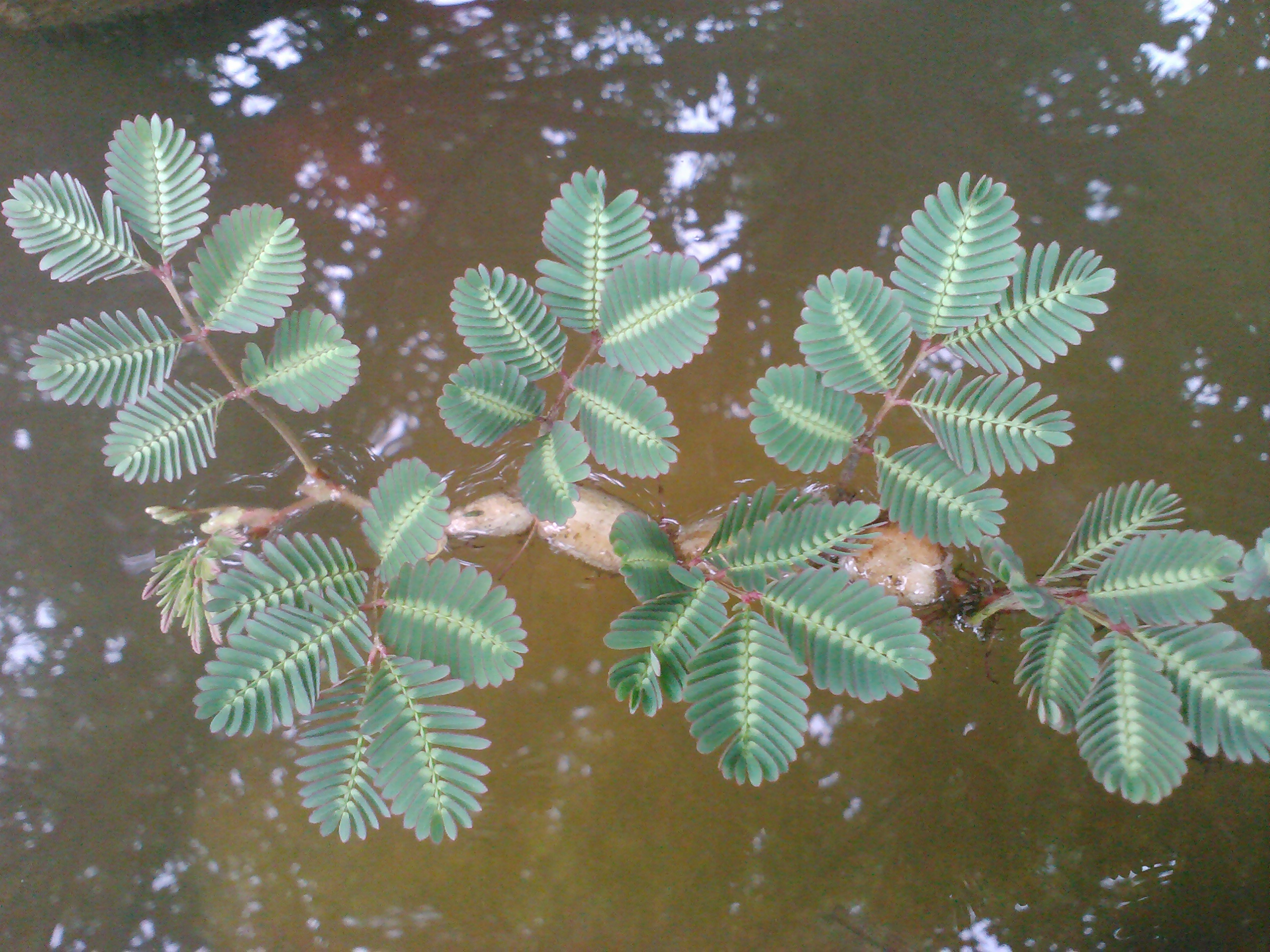
Vodní bylina Neptunia oleracea
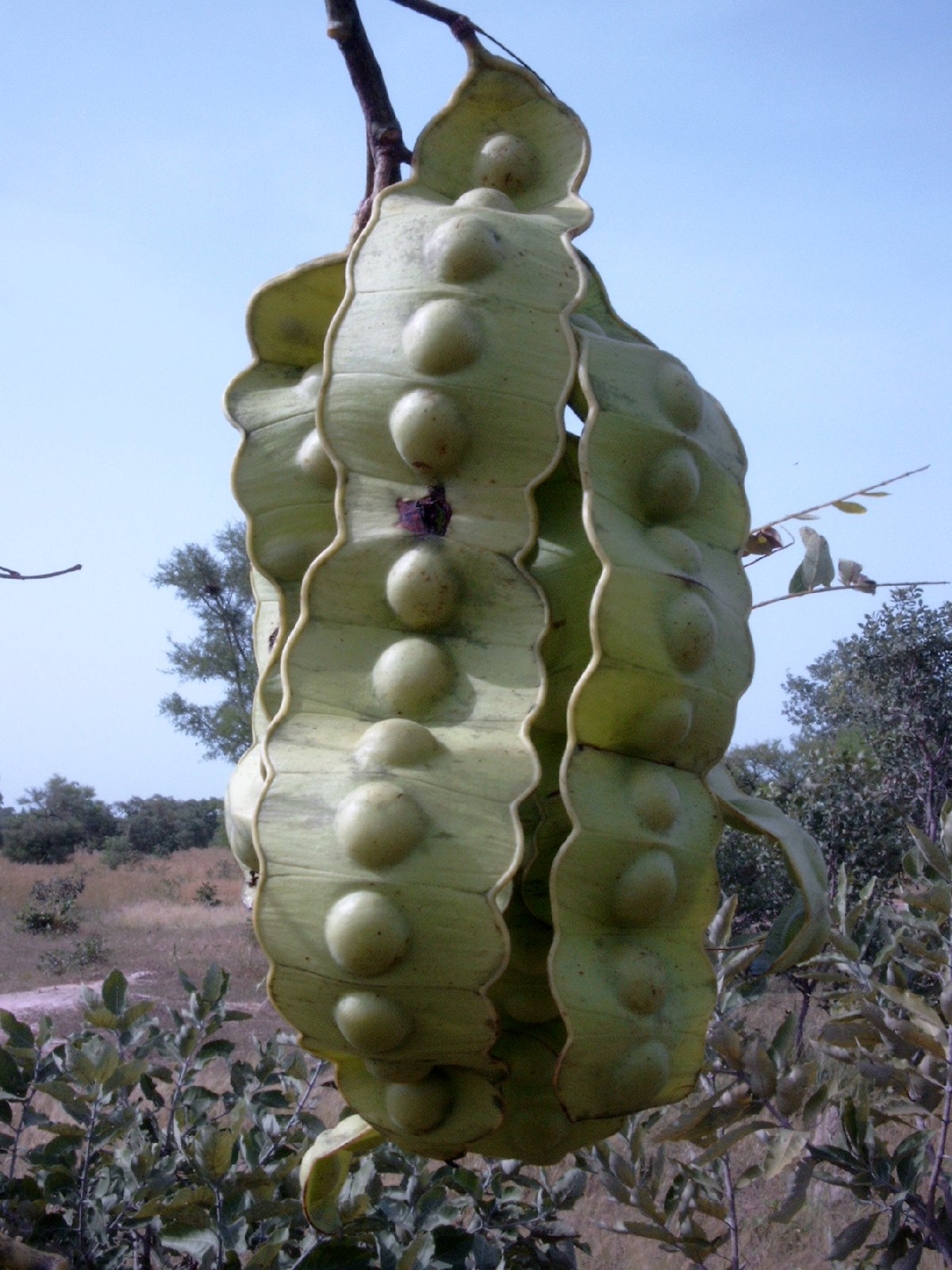
Rozpadavý plod entady Entada africana

## Rozšíření
Tribus Mimoseae zahrnuje 40 rodů a asi 860 až 880 druhů. Je rozšířen v tropech a subtropech celého světa, místy zasahuje i do teplých oblastí mírného pásu. Největší druhové bohatství je v tropické Jižní Americe a v tropické Africe.

## Taxonomie
Taxonomie tribu Mimoseae není dosud vyřešena a výsledky molekulárních studií ukazují, že tato skupina je parafyletická.

## Seznam rodů
Adenanthera,
Adenopodia,
Alantsilodendron,
Amblygonocarpus,
Anadenanthera,
Aubrevillea,
Calliandropsis,
Calpocalyx,
Cylicodiscus,
Desmanthus,
Dichrostachys,
Dinizia,
Elephantorrhiza,
Entada,
Fillaeopsis,
Gagnebina,
Indopiptadenia,
Kanaloa,
Lemurodendron,
Leucaena,
Microlobius,
Mimosa,
Neptunia,
Newtonia,
Parapiptadenia,
Parkia,
Pentaclethra,
Piptadenia,
Piptadeniastrum,
Piptadeniopsis,
Plathymenia,
Prosopidastrum,
Prosopis,
Pseudopiptadenia,
Pseudoprosopis,
Schleinitzia,
Stryphnodendron,
Tetrapleura,
Xerocladia,
Xylia